# Écofrais
Au Québec, les écofrais sont des frais de récupération applicables aux produits électroniques neufs, qui sont remis à l’ARPE-Québec qui les utilise pour financer :
- le déploiement partout au Québec de son réseau de points de dépôt officiels ; et
- les coûts de son programme (collecte, transport et recyclage des produits électroniques en fin de vie utile).

L’ARPE-Québec établit les écofrais en fonction du coût de recyclage de chacune des catégories de produits visés
et en assure une gestion optimale.

## Catégories de produits électroniques assujettis aux écofrais
Au Québec, les écofrais sont applicables à 11 catégories de produits électroniques différents. 

## Qui est l'ARPE-Québec?
Organisme de gestion à but non lucratif piloté par l’industrie et reconnu par RECYC-QUÉBEC, l’Association pour le recyclage des produits électroniques du Québec (l’ARPE‑Québec) offre aux fabricants, distributeurs et détaillants de produits électroniques un programme de conformité environnementale approuvé. Elle a la responsabilité de mettre en œuvre et d’exploiter pour ses membres le Programme québécois de récupération et de valorisation des produits électroniques.

## Liens
- Règlement sur la récupération et la valorisation de produits par les entreprises
- Association pour le recyclage des produits électroniques (ARPE)
- RECYC-QUÉBEC